# Маріам Данелія
Маріам Данелія (нар. 6 травня 1997) — грузинська футболістка, нападниця турецького «Сівасспору» та національної збірної Грузії.

## Клубна кар'єра
На батьківщині виступала за «Ланчхуті», у футболці якої виступала в жіночій Лізі чемпіонів УЄФА 2020/21.
У грудні 2021 року стала гравчинею новоствореного «Сівасспора», який у сезоні 2021/22 років стартував у Суперлізі Туреччини.

## Кар'єра в збірній
Виступала за жіночу молодіжну збірну Грузії (WU-19), у футболці якої дебютувала 15 вересня 2014 року в програному (0:7) виїзному поєдинку 2-го туру молодіжного чемпіонату Європи проти жіночої молодіжної збірної Фінляндії (WU-19). Маріам вийшла на поле в стартовому складі та відіграла увесь матч. Загалом за команду WU-19 зіграла 5 матчів.
У футболці жіночої збірної Грузії дебютувала 24 жовтня 2015 року в програному (0:3) домашньому поєдинку жіночого чемпіонату світу 2019 року проти Північної Ірландії. Данелія вийшла на поле в стартовому складі, а на 59-й хвилині його замінила Татя Думбадзе. Першим голом за національну команду відзначилася 11 квітня 2017 року на 20-й хвилині нічийного (1:1) виїзного поєдинку кваліфікації чемпіонату Європи проти Латвії. Маріам вийшла на поле в стартовому складі, на 35-й хвилині отримала жовту картку, а на 83-й хвилині його замінила Тамта Шангелія.